# Aného
Aného, conocida desde hace mucho tiempo como Petit-Popo, es una ciudad de Togo, capital de la Prefectura de los Lagos dentro de la Región Marítima. El centro espiritual del pueblo Guin-Mina está situado en el sudeste del Togo, a 50 kilómetros de Lomé. La ciudad de Aného limita con Benín.
Centro histórico de la trata de negros, fue la capital de Togo en dos ocasiones, de 1886 a 1897 y de nuevo entre 1914 y 1919.

## Historia
La antigua ciudad, construida a finales del siglo XVII y principios del XVIII, fue fundada por inmigrantes de Guin.
Los nativos de Aného son los Guin y los Mina.
El pueblo Guin está gobernado por el Reino Foli Bebe con sede en Glidji. El gobernante actual es Sedegbe Foli Bebe XV.
El pueblo Mina está gobernado por el Reino Ata-Quaum con base en Nlessi. El gobernante actual es Nana Ohiniko Quam Dessu XIV. El Guin de Aného está regido desde 2002 por el Togbé Ahuawoto Zankli Savado Lawson VIII.
La ciudad ha estado en la lista indicativa del Patrimonio Mundial de la UNESCO desde el 12 de diciembre de 2000.

## Eventos
La ciudad fue sede del Congreso Internacional de Jóvenes Esperantistas del 5 al 12 de agosto de 2017; en el congreso, el rey Lawson VIII expresó su interés por el esperanto.
Los días 16 y 17 de diciembre de 2019, la ciudad acogió el primer simposio regional sobre inteligencia artificial. En esta ocasión se coloca simbólicamente la piedra fundamental de la Agencia Francófona de Inteligencia Artificial (AFRIA).